# Sprachgestaltung
Sprachgestaltung ist ein künstlerisches Ausdrucksmittel zur Förderung der Sprache in Bereichen der Kunst, der Pädagogik und der Therapie. Sie wurde von Rudolf Steiner und seiner Frau Marie Steiner-von Sivers in den 1920er Jahren entwickelt.

## Allgemeines
Nach Steiners Auffassung ist die Sprache ein universelles Ausdrucksmittel der menschlichen Seele. Durch sie offenbart sich der Mensch am unmittelbarsten. Durch die Proben an verschiedenen Dramen zu Beginn des 20. Jahrhunderts nahm die Idee Gestalt an, das Rezitieren der Texte durch eine bewusst künstlerische Gestaltung bis hinein in den einzelnen Laut zu verbessern und so dem gesprochenen Wort auf der Bühne einen neuen Gehalt und eine bessere Ausdruckskraft zu geben. Im Laufe der Zeit entwickelte sich diese neue Form zur Gestaltung der Sprache, durch Michael Cechov und viele andere zu einer eigenständigen Kunstform, die bei vielen Aufführungen zur Geltung kam und kommt.

## Rezitation und Deklamation
Ihren künstlerischen Ausdruck findet die Sprachgestaltung in der Rezitations- und Vortragskunst, im Schauspiel auf der Bühne oder im sprachlichen Vortrag ohne szenische Mittel. Soll nach Steiner das Sprechen zur künstlerischen Gestaltung kommen, muss man den Wortcharakter mit dem Mimisch-Gebärdenhaften verbinden.

## Therapie
Sprachpflege und therapeutische Maßnahmen im Sinne der Sprachgestaltung sind dann nötig, wenn Artikulation, der Atem beim Sprechen und die Ausdrucksfähigkeit im Allgemeinen gestört, bzw. beeinträchtigt sind. In der Therapie arbeitet die Sprachgestaltung mit den Qualitäten der Vokale und Konsonanten, den Sprachrhythmen und den Stilformen des Epischen, Lyrischen und Dramatischen. Die Sprachgestaltung kommt vor allem bei Sprach- und Sprechstörungen, Sprachverweigerung, Konzentrationsstörungen und zur Erweiterung des passiven und aktiven Wortschatzes zum Einsatz. Als Teil des kunsttherapeutischen Komplexes wird die Sprachgestaltung bei verschiedenen Erkrankungen, oder vorbeugend bei Erkrankungstendenzen angewandt. Auch in der Rehabilitation kann Sprachgestaltung durch bewusstere Handhabung der Laute, Rhythmen (Verslehre), Sprachspiele und Gedichte, mit passender Körperhaltung, Bewegung und Geste zu einem neu gekräftigten und belebten Umgang mit sich selbst und der Welt führen. Eine Pionierin auf diesem Felde ist Christa Slezak-Schindler, die zuerst an einer Waldorfschule und jetzt in eigenen Institutionen tätig ist.

## Pädagogik
Die Ausbildung der Sprachwahrnehmungsfähigkeit und Sprachfähigkeit durch Sprachgestaltung wird in der Waldorfpädagogik und in der Heilpädagogik als Fördermaßnahme angewandt. Sie kommt hier nicht nur bei Schülern, die einer Sprachförderung bedürfen, zum Einsatz, sondern auch bei Lehrern, um vorbildlich auf die Nachahmung der Kinder wirken zu können. Bei Schauspielprojekten und Klassenspielen kann Sprachgestaltung unterstützend wirken.